# Quilt

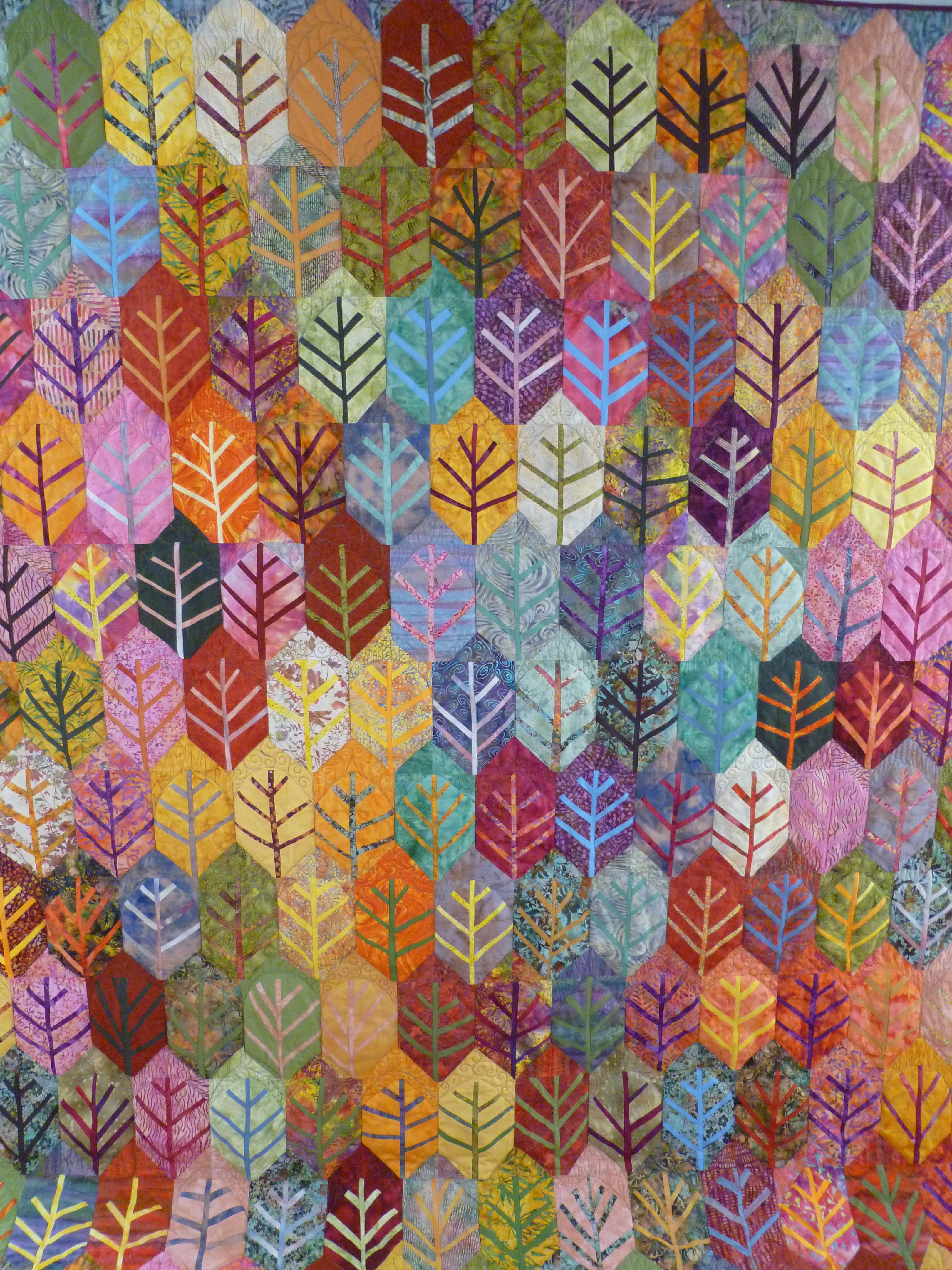
„Indian Summer“, ein Quilt von Bernadette Mayr

Ein Quilt ([kwɪlt]) ist ein mehrlagiges Textil, das traditionell aus zwei oder mehr Lagen Stoff oder Fasern besteht. In der Regel werden drei Lagen inklusive einem Füllmaterial verwendet. Zu diesen Lagen gehören traditionell eine Quiltoberseite (die Schauseite), das sogenannte Top, eine Schicht aus Vlies oder Wattierung, und eine Rückseite (Backing), die mit Hilfe von Steppstichen (von Hand oder mit einer Nähmaschine) zusammengequiltet werden. Dabei werden die drei Lagen auf der Vorderseite des Stoffes mit Steppstichen gequiltet und nicht nur an den Rändern vernäht, um den Stoff zu verstärken. Stepp- bzw. Quiltmuster können ein dekoratives Element sein. Für die Oberseite eines Quilts kann ein einziges Stück Stoff verwendet werden (sogenannter „whole-cloth Quilt“), in den meisten Fällen besteht die Oberseite aber aus kleineren zusammengenähten Stoffstücken, einem Patchwork. Das Muster und die Farbe der einzelnen Stoffstücke ergeben das Patchworkdesign.
Der Quilt ist eine vielseitig verwendbare Textilie, die als Tagesdecke dienen kann, sich aber z. B. auch als Wandteppich eignet. Quilts werden auch als Alternativen zu Schlafsäcken im Outdoor- und Camping-Bereich genutzt, meist mit separatem Fußteil.

## Gestaltungsarten

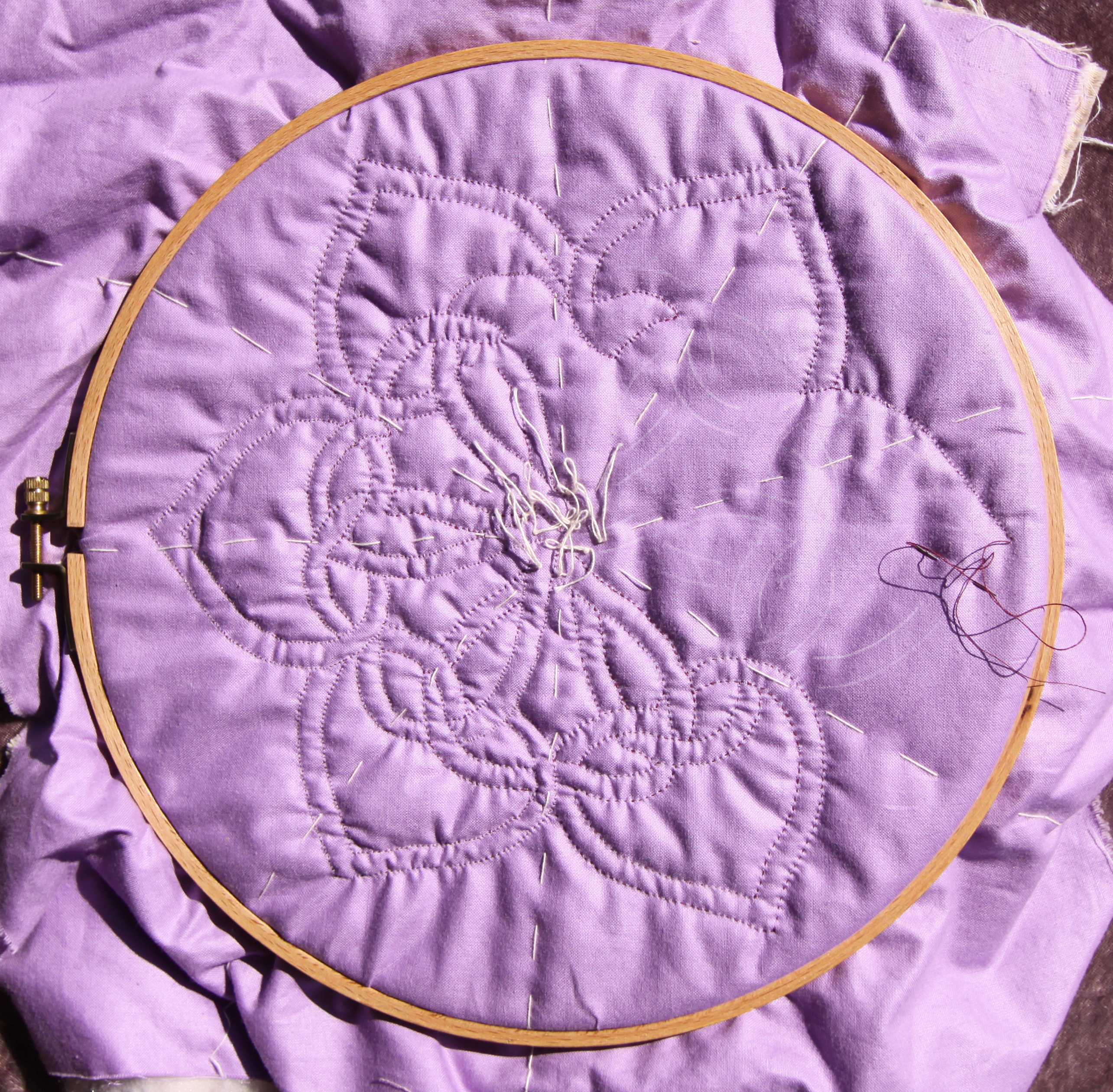
Quiltarbeit mit einfarbiger Oberseite

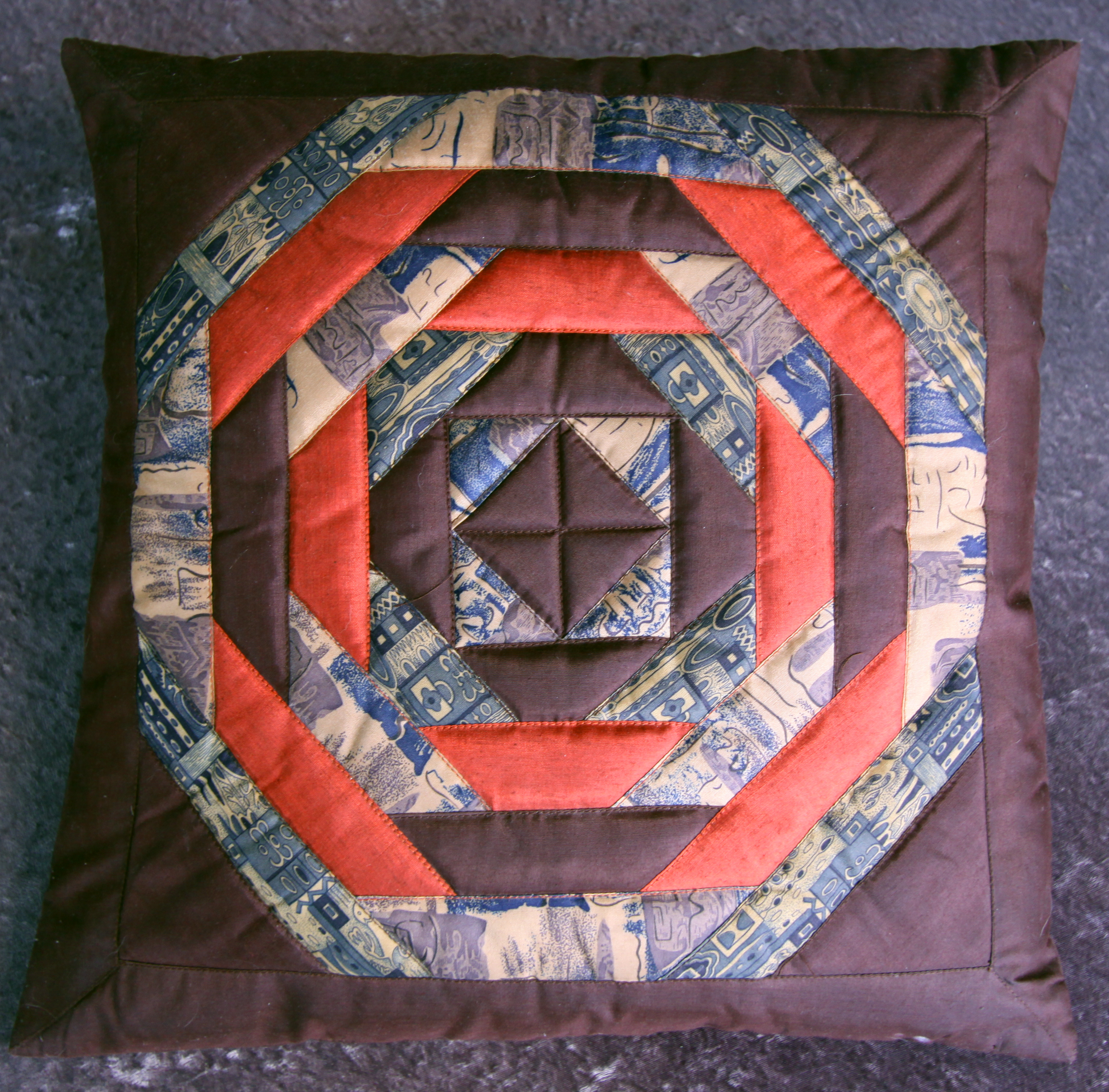
Patchwork-Quilt als Kissenplatte

Zuerst werden die Textilschichten mit groben Heftstichen oder Sicherheitsnadeln gegen ein Verschieben während der weiteren Bearbeitung fixiert. Dann werden sie mit möglichst kleinen Stichen zusammengenäht, um ein späteres Verschieben insbesondere des Volumenvlieses zu verhindern. Dies kann sowohl mit der Hand als auch mit einer Näh- oder Stickmaschine geschehen, wobei beide Techniken eine überzeugte Anhängerschaft haben.
Beim Quilten von Hand wird eine kurze, dünne Nadel genutzt, deren Stärke sich nach den zu verarbeitenden Stoffen richtet. Zum Schutz sollte zum Handquilten ein Fingerhut verwendet werden. Das Erreichen eines gleichmäßigen Stichbildes erfordert Übung, da die Stiche stets gleich lang und auf Vorder- und Rückseite gleichmäßig sein müssen.
Beim Quilten mit der Nähmaschine wird, sofern dies möglich ist, der Stofftransporteur der Maschine versenkt, sodass der Stoff freihändig geführt werden kann. Zusätzlich gibt es spezielle Quiltfüße, welche sich, meistens durch einen kleinen Arm, der durch die Nadelbewegung ausgelöst wird, auf- und abwärts bewegen und so ein gleichmäßigeres Führen des Stoffes ermöglichen sollen. Auch hier wird durch das Anpassen von Nähgeschwindigkeit und Stoffführung ein möglichst ebenmäßiges Stichbild angestrebt. Ein elektronischer Quiltfuß, bei dem ein Sensor die Bewegung des Stoffes registriert und automatisch an die Geschwindigkeit der Nadelbewegung anpasst, bietet die Möglichkeit, dass eine gleichbleibende Stichlänge auch von Einsteigern erzielt werden kann. Bei großen Langarm-Quiltmaschinen werden der Vorder- und der Rückseitenstoff getrennt auf Rollen aufgespannt; das Vlies liegt dazwischen. Anders als beim normalen Nähen wird der Maschinenkopf auf einem Schlitten manuell oder computergesteuert über das Quiltsandwich geführt.
Bei der Oberseite eines Quilts lassen sich mehrere Arten der Gestaltung unterscheiden:
1. Wenn die Oberseite aus einer – zumeist einfarbigen – Stoffbahn besteht, spricht man von einem Plain quilt oder Whole cloth quilt.
2. Besteht die Oberseite aus bunten Flicken, die mehr oder weniger kunstvoll aneinander genäht wurden, spricht man von einem Pieced quilt in Patchwork oder Mosaik-Patchwork. Besteht das Muster aus unregelmäßigen Stoffresten aus Samt, Brokat, Seide und ist mit Stickerei und Spitzen verziert, so spricht man von einem Crazy quilt.
3. Bei einem Applikationsquilt – Applique Quillt – werden Motive aus Stoff ausgeschnitten und auf einen Untergrund appliziert. Bei den Motiven kann es sich um abstrakte geometrische Objekte wie Quadrate und Kreise oder auch Formen nach der Natur wie Blumen oder Tiere handeln.

Neben den amerikanischen Quilts gibt es auch verschiedene Techniken der Wholecloth quilts wie den französischen Boutis oder Trapuntoarbeiten, bei denen nur einzelne Teile des gesteppten Musters mit einer Füllung ausgestopft werden.
In der zeitgenössischen Quiltkunst werden oft Elemente z. B. aus dem Applikationsquilten mit dem Whole cloth quilting verbunden. Artquilts sind moderne Quilts nach individuellen Entwürfen und Ideen eines Künstlers, der sich besonders mit Textiler Gestaltung beschäftigt.
Oft werden abstrakte Muster verarbeitet, es stellt sich daher die Frage, welche Muster sich aus einer Menge grundlegender Bausteine nach festen Regeln herstellen lassen. Auf der OSCON 2003 stellte Mark Jason Dominus u. a. ein Perl-Projekt vor, das dieses Problem für eine feste Konstellation von Grundmustern und Regeln löste.

## Etymologie
Das englische Wort quilt leitet sich vom lateinischen culcita (ausgestopfter Sack, Kissen, Matratze) ab und kam über das französische cuilte nach England, wo es seit etwa 1300 in unterschiedlichsten Schreibweisen nachweisbar ist.

## Geschichte
Von China ausgehend waren gequiltete Textilien im gesamten Orient verbreitet. Kreuzritter nutzten sie für Wämser, die sie unter der Rüstung trugen, und brachten die Kunst des Quiltens nach Europa. Eine starke Kältewelle im 14. Jahrhundert in England führte zu einer weiten Verbreitung von Quiltarbeiten bei Kleidung, Decken und Wandteppichen.
Die frühen amerikanischen Siedler, die mit kleinsten Stoffstücken arbeiten mussten, führten das Quilten gemeinsam mit dem Patchwork zu einer in einigen Gegenden (z. B. bei den Amischen) noch gepflegten handwerklichen Kunstform. Das gemeinsame Arbeiten der Siedlerfrauen bei „Quilting bees“ war ein wichtiges soziales Ereignis, bei dem die vorbereiteten Patchworkstücke gemeinsam zu Quilts verarbeitet wurden. Dabei konnten Neuigkeiten und Geschichten ausgetauscht werden. Je nach Region entstanden verschiedene Stile für die Quilts, die als Bettdecke oder Wandbehang häufig das einzige Schmuckstück in den kargen Blockhütten waren.
Eines der größten Quilt-Museen der Welt, das 1991 gegründete National Quilt Museum, befindet sich in Paducah (Kentucky). In den USA bestehen daneben verschiedene weitere Quilt-Museen.
Die Patchwork Gilde Deutschland e. V. hat sich zum Ziel gesetzt, das traditionsreiche Patchwork- und Quilt-Kunsthandwerk zu fördern und zu pflegen. Seit 1989 besteht die European Quilt Association.
In Gedenken von an AIDS Verstorbenen begann die Names Project Foundation 1987 mit dem inzwischen riesigen NAMES Project AIDS Memorial Quilt in San Francisco. Nach diesem Vorbild wurde 1992 in Österreich ein ähnliches, allerdings deutlich kleineres Projekt namens Names Project Wien gestartet.

## Quilts als Motiv in Literatur und Film
- In Whitney Ottos Roman Ein amerikanischer Quilt (Originaltitel How to Make an American Quilt, 1991) erzählen sich Frauen beim Herstellen eines Hochzeitsquilts aus ihrem Leben. Die Verfilmung des Romans mit Winona Ryder in der Hauptrolle und unter der Regie von Jocelyn Moorhouse erschien 1995.
- Im Kriminalroman Und vergib uns unsere Schuld (Originaltitel A Piece of Justice, 1995) von Jill Paton Walsh spielt das geometrische Muster eines Quilts eine wichtige Rolle bei der Lösung eines Mordfalls.
- In den Kriminalromanen von Earlene Fowler um die Museumskuratorin und Hobbydetektivin Benny Harper spielen Quilts eine große Rolle, vor allem in ihrer Bedeutung für die Alltagsgeschichte.
- Sandra Dallas stellt eine Gruppe von Quilterinnen in den Mittelpunkt ihres Romans Club der Patchwork-Frauen (Originaltitel The Persian Pickle Club, 1995), der im ländlichen Kansas der 1930er spielt. Eine neugierige Journalistin aus der Stadt muss feststellen, dass der Club nicht nur beim Nähen und Steppen „wie eine Frau“ zusammenarbeitet.
- Im Mittelpunkt von Alice Walkers Kurzgeschichte „Everyday Use“ steht ein Quilt als Repräsentant für afro-amerikanisches Kulturerbe und die Verbindung von Generationen.
- Margaret Atwoods Roman Alias Grace ist in 15 Abschnitte unterteilt, denen jeweils die Zeichnung eines Quiltmusters und dessen Bezeichnung vorangestellt ist.